# Nazigina
Nazigina (ros. Nazydżyn) – wieś w Osetii Południowej, w regionie Dżawa. W 2015 roku liczyła 5 mieszkańców.